# Bussière-Galant
Bussière-Galant è un comune francese di 1 425 abitanti situato nel dipartimento dell'Alta Vienne nella regione della Nuova Aquitania.
Nel territorio comunale, in località les Borderies, ha la sua sorgente il fiume Dronne, affluente dell'Isle.

## Società

### Evoluzione demografica
Abitanti censiti